# Copidozoum tenuirostre
Copidozoum tenuirostre is een mosdiertjessoort uit de familie van de Calloporidae. De wetenschappelijke naam van de soort is, als Membranipora tenuirostris, voor het eerst geldig gepubliceerd in 1880 door Hincks.